# Ever Palacios
Ever Palacios (n. 18 ianuarie 1969, Cali, Columbia) este un fost fotbalist columbian.
Între 1997 și 1998, Palacios a jucat 10 meciuri pentru echipa națională a Columbiei. Palacios a jucat pentru naționala Columbiei la Campionatul Mondial din 1998.

## Statistici
| Columbia | Columbia | Columbia |
| An       | Meciuri  | Goluri   |
| -------- | -------- | -------- |
| 1997     | 3        | 1        |
| 1998     | 7        | 0        |
| Total    | 10       | 1        |